# Próchna
Próchna [pronunciación en polaco: /ˈpruxna/] es un pueblo ubicado en el distrito administrativo de Gmina Wróblew, dentro del condado de Sieradz, voivodato de Łódź, en el centro de Polonia. Se encuentra aproximadamente a 3 kilómetros al suroeste de Wróblew, a 12 kilómetros al oeste de Sieradz, y a 65 kilómetros al oeste de la capital regional , Łódź. 